# San Domino
San Domino ist die größte Insel der Tremiti-Inseln in der italienischen Adria. 

## Geographie
Höchste Erhebung der Insel ist mit 116 Metern der Colle dell’Eremita im bewaldeten Süden der Insel.

## Geschichte
Während der Mussolini-Zeit gab es auf San Domino ein Internierungslager u. a. für homosexuelle Männer.

## Verkehr
Auf der Insel befindet sich der Heliport San Domino.